# Argentina brasiliensis
Argentina brasiliensis är en fiskart som beskrevs av Kobyliansky 2004. Argentina brasiliensis ingår i släktet Argentina och familjen guldlaxfiskar. Inga underarter finns listade i Catalogue of Life.